# Contea di Nyeri
La contea di Nyeri (in inglese: Nyeri County) è una contea del Kenya situata nell'ex Provincia Centrale.